# St. Othmar (Ottacker)

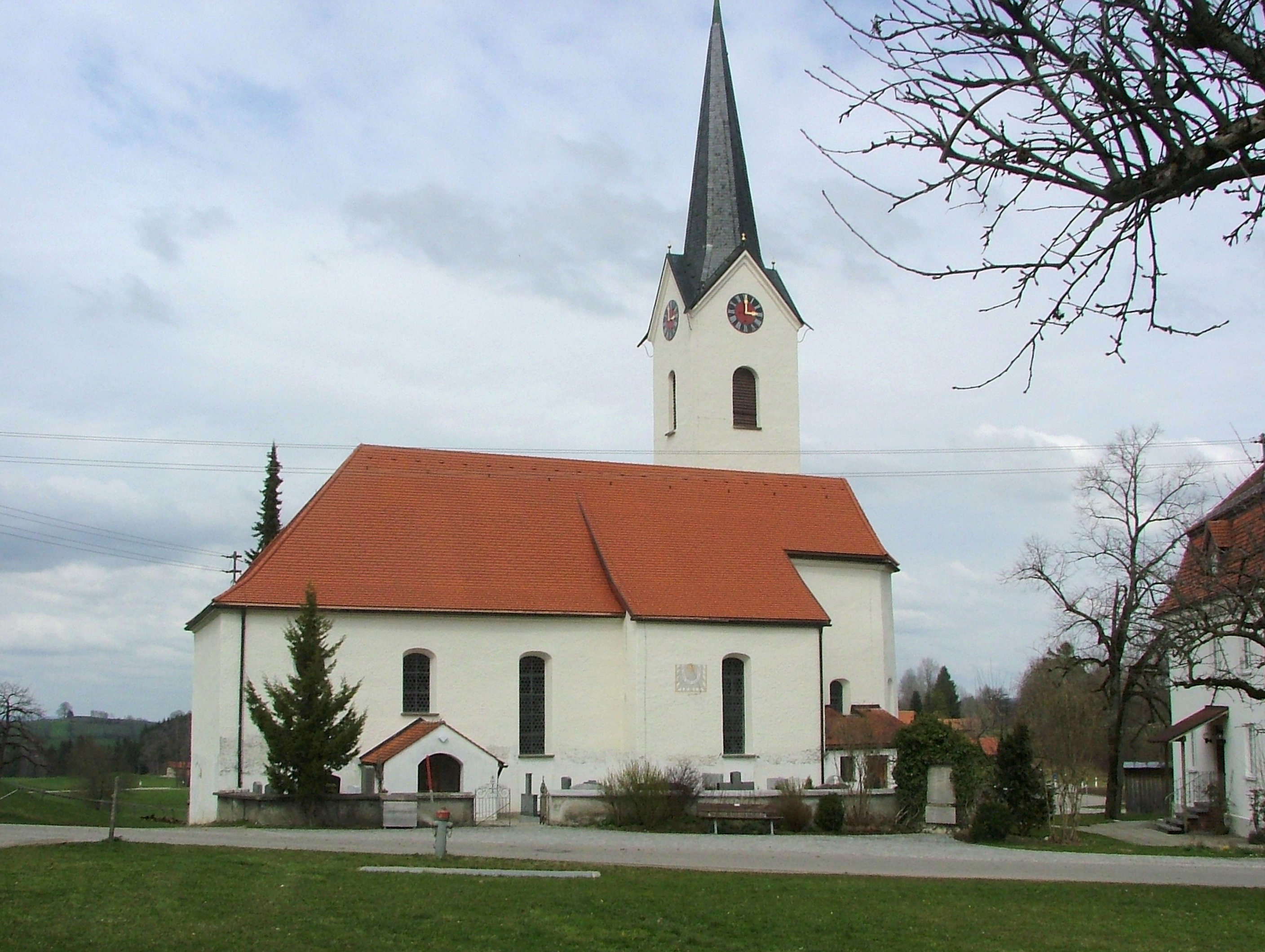
St. Othmar in Ottacker

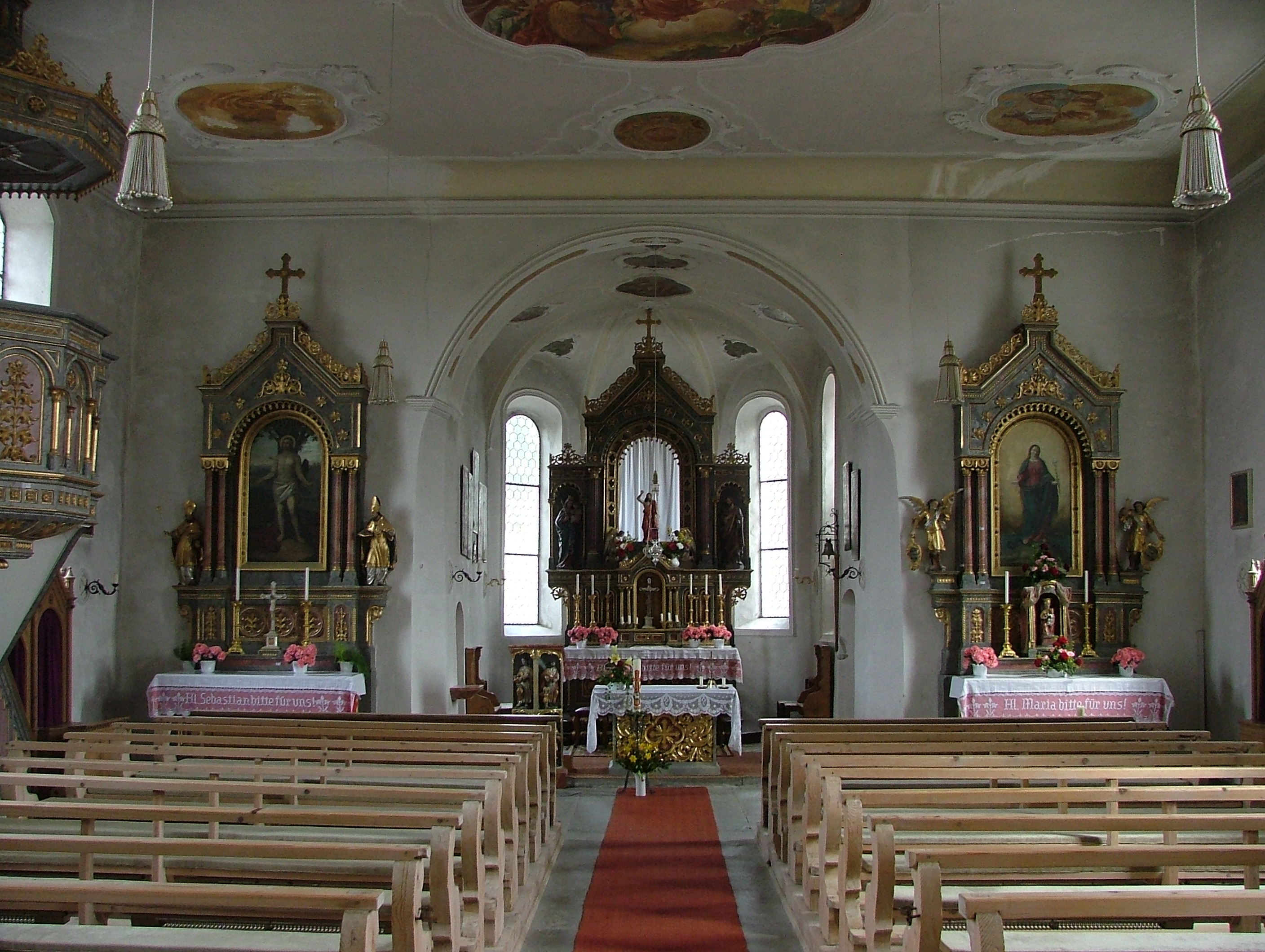
Innenraum

Die römisch-katholische Pfarrkirche St. Othmar steht in Ottacker, einem Gemeindeteil des Marktes Sulzberg im schwäbischen Landkreis Oberallgäu in Bayern. Das denkmalgeschützte Bauwerk ist in der Liste der Baudenkmäler in Sulzberg unter der Nr. D-7-80-140-37 eingetragen. Die Pfarrei gehört zum Dekanat Kempten des Bistums Augsburg. Sie ist nach Otmar von St. Gallen benannt.

## Beschreibung
Die Saalkirche besteht aus einem Langhaus, einem eingezogenen, dreiseitig geschlossenen Chor im Osten und einem Chorflankenturm auf quadratischem Grundriss an der Nordwand des Chors, dessen untere Geschosse von 1450 stammen. Er wurde 1885 mit einem Geschoss aufgestockt, das den Glockenstuhl mit fünf Kirchenglocken beherbergt, und mit einem spitzen Helm zwischen den Giebeln, in denen die Zifferblätter der Turmuhr angebracht sind, bedeckt. Das Langhaus wurde westlich des Chors mit einem kurzen Querschiff verbreitert. Der Innenraum des Langhauses ist mit einer Flachdecke überspannt, der des Chors mit einem Stichkappengewölbe. Die Fresken wurden 1790 von Linus Seif gestaltet und 1912 von Oswald Völkel ergänzt. Der Hochaltar wurde 1862 aufgestellt, die Kanzel und die Seitenaltäre 1872. Die Orgel auf der Empore wurde 1922 von G. F. Steinmeyer & Co. gebaut.